# Rio 2096 : Une histoire d'amour et de furie
Pour plus de détails, voir Fiche technique et Distribution.
Rio 2096 : Une histoire d'amour et de furie (Uma História de Amor e Fúria en version originale) est un long métrage d'animation brésilien réalisé par Luiz Bolognesi, sorti en 2013. Il remporte le Cristal au festival international du film d'animation d'Annecy 2013.

## Synopsis
Le personnage principal, âgé de plus de 600 ans et immortel, raconte les quatre périodes de l'histoire du Brésil et tout ce qu'il a fait pour retrouver son amour perdu. À chaque décès, il se réincarne en oiseau pour reprendre une apparence humaine à une autre époque.
Le regard sur les évènements nationaux est toujours porté du côté des opprimés, que ce soit lors des invasions française et portugaise, pendant l'esclavage, pendant la dictature militaire au Brésil (1964-1985) et enfin une projection du futur dominé par les multinationales sur fond d'appropriation des ressources vitales.

## Fiche technique
- Titre : Rio 2096 : Une histoire d'amour et de furie
- Titre original : Uma História de Amor e Fúria
- Réalisation : Luiz Bolognesi
- Scénario : Luiz Bolognesi
- Musique : Rica Amabis, Tejo Damasceno et Pupillo
- Montage : Helena Maura
- Producteur : Marcos Barreto, Laís Bodanzky, Luiz Bolognesi, Caio Gullane, Fabiano Gullane, Débora Ivanov, Gabriel Lacerda et Helena Maura
- Production : Buriti Filmes et Gullane Filmes
- Distribution : Europa Filmes
- Budget : 4 000 000 $
- Pays :  Brésil
- Langue : portugais
- Durée : 75 minutes
- Date de sortie :
  -  États-Unis : 7 mars 2013
  -  Brésil : 5 avril 2013
  -  France : 27 juillet 2016

## Distribution
- Selton Mello : Guerreiro Imortal
- Camila Pitanga : Janaina
- Rodrigo Santoro : Piatã
- Bemvindo Sequeira
- Sergio Garcia Moreno
- Paulo Goulart

## Récompenses et distinctions
En 2013, le film reçoit le Cristal du long métrage au Festival international du film d'animation d'Annecy et le Prix du public du meilleur film fantastique international au Festival européen du film fantastique de Strasbourg.